# حمد بن حسن بن طوق التميمي
الأمير حمد ابن الأمير حسن بن طوق بن سيف التميمي هو الأمير الثاني لإمارة العيينة، وقد تولى الحكم في سنة 865 للهجرة خلفاً لأبيه. لا يعرف الكثير من عهده سوى أن الأمير ربيعة بن مانع المريدي أمير إمارة الدرعية هرب إليه بعد أن استولى ابنه الأمير موسى على الحكم وحاول قتل أبيه، فأجاره وأكرمه وأسكنه لديه لمعروف بينهما، كما تذكر المصادر أن علاقته مع الأمير موسى كانت جيدة حيث سانده ضد آل يزيد.